# Капела Светог архангела Гаврила у Горњем Требешињу
Капела Светог архангела Гаврила у Горњем Требешињу, насељеном месту на територији града Врања, православни је храм који припада Епархији врањској Српске православне цркве.
Капела посвећена Светом архангелу Гаврилу подигнута је половином 19. века. Још увек није завршена нити освећена. Капелу су започели сами мештани парохије Требешињске.